# Букіднон
Букіднон (себ.: Lalawigan sa Bukidnon) — провінція Філіппін в регіоні Північне Мінданао на острові Мінданао. Адміністративним центром є місто Малайбалай. Провінція межує, за годинниковою стрілкою, починаючи з півночі, Східний Місаміс, Південний Агусан, Північне Давао, Котабато, Південне Ланао та Північне Ланао. Розташована в Букідноні, гора Дуланг-Дуланг, друга найвища гора країни, з висотою 2941 метр.

## Географія
Площа провінції становить 10 498,59 км2. Це третя за розміром провінція Філіппін після провінцій Палаван та Ісабела. Основна частина рельєфу — плато, південні та східні кордони гірські. Провінція Букіднон не має виходу до моря. На території провінції розташовані родовища білої та червоної глини, золота, хромітів, марганцю, кварцу та вапна.

### Адміністративний поділ
Адміністративно поділяється на 20 муніципалітетів та 2 незалежних міста.

## Демографія
Згідно перепису 2015 року населення провінції становило 1.415.226 осіб.

## Економіка
Основа економіки провінції — аграрний сектор. Тут вирощують та виробляють наступні продукти: рис, кукурудзу, цукор, каву, ананаси, банани, помідори, квіти, касаву та інші фрукти і овочі. Тваринництво поширене вирощуванням птиці, свиней, кіз та великої рогатої худоби. Рибна промисловість представлена прісноводними видами риб тілапія, короп, сом, амія, гурамі, бичок, прісноводні вугри, гігантська прісноводна креветка, прісноводні равлики і прісноводні краби. Аграрні компанії в Букідноні займаються вирощуванням та переробкою ріпаку.
Поширеним є також ремісництво: вироби з ротанґа, бамбука та інших видів дерева.